# Canthidium persplendens
Canthidium persplendens là một loài bọ cánh cứng trong họ Bọ hung (Scarabaeidae).